# مارك سميث (مهندس)
مارك سميث (بالإنجليزية: Mark Smith)‏ هو مهندس بريطاني، ولد في 9 مارس 1961 في Pelsall ‏ في المملكة المتحدة.